# Shansitherium
Genre
Shansitherium (« bête du Shanxi ») est un genre éteint de Giraffidae qui vivaient pendant la période du Miocène supérieur de la province du Shanxi, en Chine. Ces espèces ressemblaient à des élans ou des antilopes, et sont étroitement liés au genre Samotherium. Ce genre été décrit pour la première fois par Birger Bohlin (d) en 1926.

## Liste d'espèces
- † Shansitherium fuguensis
- † Shansitherium tafeli
- † Shansitherium quadricornis

## Galerie

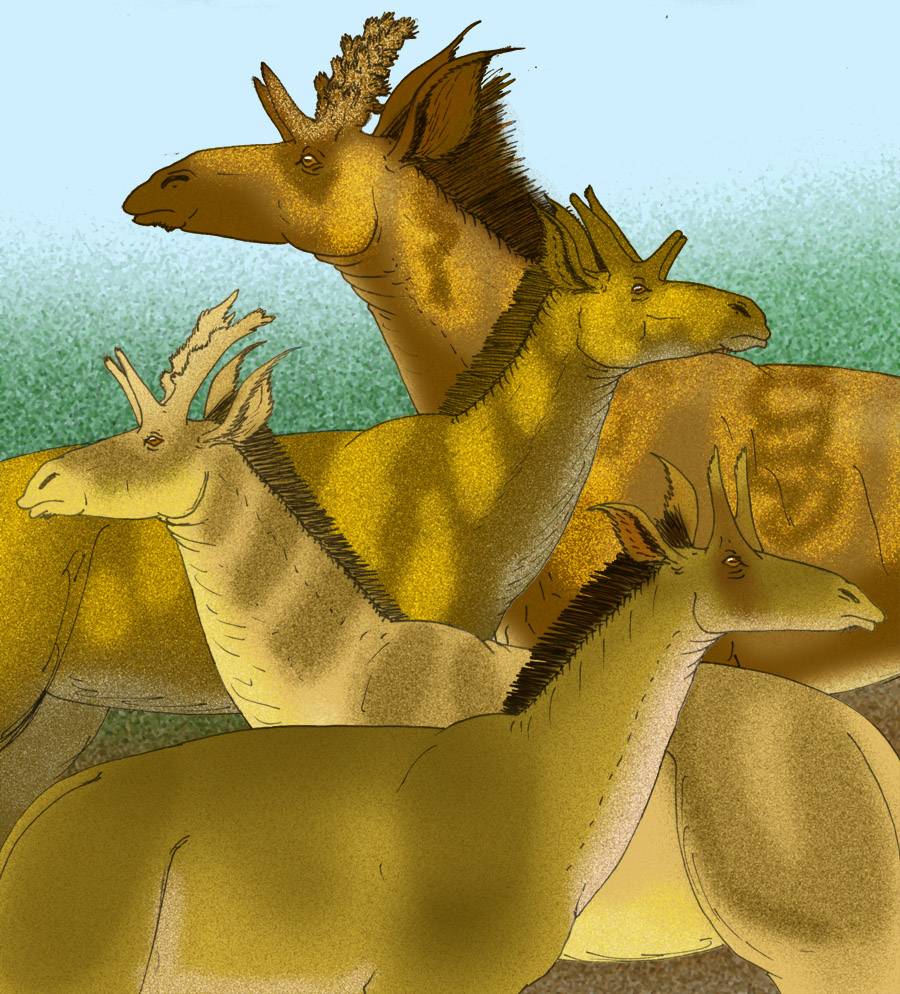
Illustration des espèces de Shansitherium et Palaeotragus microdon.
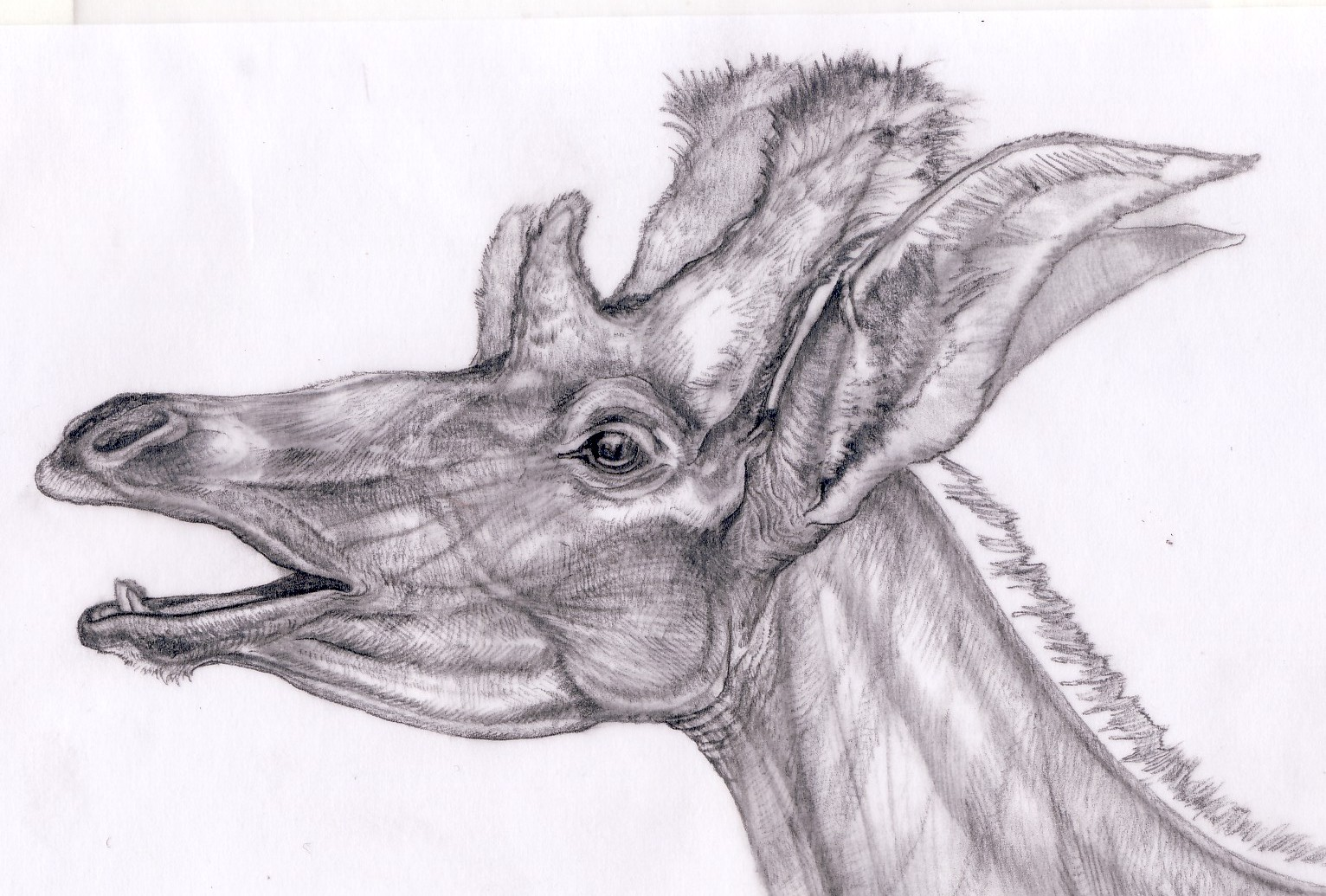
Reconstitution de la tête du Shansitherium.

## Publication originale
- (en) Birger Bohlin, « The Family Giraffidae », Palaeontologia Sinica, c, vol. 4, no 1,‎ 1926, p. 1-178.